# CSS Tennessee (1863)
El CSS Tennessee fue un ironclad de la Armada de los Estados Confederados que sirvió en la Guerra de Secesión. Sirvió como buque insignia del almirante Franklin Buchanan, por tanto fue el barco comandante de la Escuadra de Mobile, después de la organización de esta.
El barco fue capturado por la Armada de la Unión durante la batalla de la bahía de Mobile en 1864 y asignado para participar en el posterior asedio a Fort Morgan.
Fue dado de baja después del fin de la guerra y vendido como chatarra en 1867.

## Construcción y asignación
El CSS Tennessee fue construido en los astilleros de Selma, en el Estado de Alabama. Fue asignado el 16 de febrero de 1864, un año después de su construcción.

## Armada Confederada
El CSS Tennessee sirvió como buque insignia del Almirante Franklin Buchanan durante la batalla de la bahía de Mobile, en la que estuvo acompañado por otros tres buques confederados (El CSS Gaines, el CSS Morgan y el CSS Selma), los cuatro se enfrentaron en esa batalla contra 18 buques unionistas.
Aunque fue capturado, sus actos se calificaron como actos de "verdadera valentía".

## Armada Unionista
Nada más ser capturado por la Unión (y ser renombrado como USS Tennessee) prestó servicio en la Armada unionista, fue asignado a Pierre Giraud. Y participó en el asalto a Fort Morgan el 23 de agosto.
Al finalizar la guerra fue vendido para su desguace.